# 从天儿降
《从天儿降》是2015年中国浪漫喜剧科幻片，由魏楠和魏民导演，章子怡和郭敬明监制，陈学冬、张艺兴、姜雯、李小璐出演。

## 剧情
辰默和墨涵是有过多年感情交往的恋人，他们和另一对恋人乐意和鹿米嘉住在同一幢公寓，经常在一起聚会玩耍，从不像个成年人一样，规划未来的生活。某日，一颗化作陨石的婴儿落入公寓中，打破了和睦的生活。面对这位不速之客，四位毫无育儿经验的大人变得手足无措，但他们发现这个天外来的婴儿竟然有着特异功能。后来渐渐地，他们懂得了大人的担当，学会了爱情的真谛，也和宝宝建立起了弥足珍贵的亲情。

## 阵容
- 陈学冬 饰 辰默
- 张艺兴 饰 乐意
- 姜雯 饰 许墨涵
- 李小璐 饰 鹿米嘉
- 欧阳俊文 饰 也行

## 发行
影片于2015年8月4日举行定档发布会，宣布于同年12月4日上映。两场首映发布会分别于11月3日和12月1日在北京举行。
影片口碑不佳，网友批评该片桥段烂俗，逻辑不知所谓。不过，网友也表示陈学冬有所进步，育儿主题较为温馨  。